# 서울 영등포구의 국회의원

## 행정구역 변천
- 1945년 8월 15일 경기도 경성부 영등포구
- 1946년 8월 15일 경기도 서울시 영등포구
- 1946년 9월 28일 서울시 영등포구
- 1949년 8월 13일 경기도 시흥군 동면 구로리·도림리·번대방리가 영등포구에 편입
- 1963년 1월 1일 경기도 김포군 양동면·양서면이, 부천군 오정면 일부(오곡리·오쇠리)·소사읍 일부(항리·온수리·궁리·천왕리·오류리·개봉리·고척리)가, 시흥군 신동면·동면 일부(시흥리·독산리·가리·봉리·신림리·봉천리)가 영등포구에 편입
- 1973년 7월 1일 영등포구 반포동·잠원동·서초동·양재동·우면동·원지동이 성동구에 편입, 노량진동·상도동·상도1동·봉천동·본동·흑석동·동작동·사당동·방배동·신림동·대방동·신대방동이 관악구로 분구
- 1977년 9월 1일 영등포구 염창동·목동·등촌동·화곡동·신월동·마곡동·가양동·내발산동·외발산동·공항동·방화동·개화동·과해동·오곡동·오쇠동·신정동이 강서구로 분구
- 1980년 4월 1일 영등포구 구로동·가리봉동·독산동·시흥동·고척동·개봉동·오류동·궁동·온수동·천왕동·항동·신도림동 일부가 구로구로 분구, 편입되지 않은 신도림동 일부가 대림동으로 개칭

## 서울영등포구의 역대 국회의원 일람
| 대수         | 이름           | 소속정당           | 임기                               | 선거구역 | 개표결과 |
| ------------ | -------------- | ------------------ | ---------------------------------- | --- | -------- |
| 제헌         | 윤재욱(尹在旭) | 대동청년단         | 1948년 5월 31일 - 1950년 5월 30일  | 영등포구 일원(제10선거구) | 보기     |
| 제2대        | 조광섭(趙光燮) | 대한노동총연맹     | 1950년 5월 31일 - 1954년 5월 30일  | 영등포구 갑: 영등포동 당산동1,2,3,4,5,6,7가 영등포동1,2,3,4,5,6,7,8가 양평동1,2,3,4,5,6,7가 도림동 구로동 신도림동 문래동1,2,3,4,5,6가 |          |
| 제2대        | 류홍(柳鴻)     | 대한독립촉성국민회 | 1950년 5월 31일 - 1954년 5월 30일  | 영등포구 을: 신길동 여의도동 대방동 상도동 노량진동 본동 흑석동 동작동 신대방동 |          |
| 제3대        | 윤재욱(尹在旭) | 무소속             | 1954년 5월 31일 - 1958년 5월 30일  | 영등포구 갑: 영등포동 당산동1,2,3,4,5,6,7가 영등포동1,2,3,4,5,6,7,8가 양평동1,2,3,4,5,6,7가 도림동 구로동 신도림동 문래동1,2,3,4,5,6가 |          |
| 제3대        | 이인(李仁)     | 대한국민당         | 1954년 5월 31일 - 1958년 5월 30일  | 영등포구 을: 신길동 여의도동 대방동 상도동 노량진동 본동 흑석동 동작동 신대방동 |          |
| 제4대        | 윤명운(尹明運) | 민주당             | 1958년 5월 31일 - 1960년 7월 28일  | 영등포구 갑: 영등포1동 영등포2동 영등포3동 영등포4동 영등포5동 당산1동 당산2동 당산3동 당산4동 양평1동 양평2동 문래1동 문래2동 구로동 도림1동 도림2동 |          |
| 제4대        | 류홍(柳鴻)     | 민주당             | 1958년 5월 31일 - 1960년 7월 28일  | 영등포구 을: 대림동 신길1동 신길2동 신길3동 대방동 상도1동 상도2동 노량진동 본동 흑석1동 흑석2동 흑석3동 |          |
| 제5대 민의원 | 윤명운(尹明運) | 민주당             | 1960년 7월 29일 - 1961년 5월 16일  | 영등포구 갑: 영등포1동 영등포2동 영등포3동 영등포4동 영등포5동 당산1동 당산2동 당산3동 당산4동 양평1동 양평2동 문래1동 문래2동 구로동 도림1동 도림2동 |          |
| 제5대 민의원 | 김석원(金錫源) | 무소속             | 1960년 7월 29일 - 1961년 5월 16일  | 영등포구 을: 대림동 신길동 신광동 신풍동 신남동 대방동 상도1동 상도2동 노량진동 본동 흑석1동 흑석2동 흑석3동 |          |
| 제6대        | 한통숙(韓通淑) | 민주당             | 1963년 12월 17일 - 1967년 6월 30일 | 영등포구 갑: 신길동 신대방동 신도림동(신도림동 중 구.경인가로 이동(以東)의 지역) 대방동 상도동 노량진동 본동 흑석동 동작동 양재동 원지동 우면동 사당동 방배동 서초동 반포동 잠원동 시흥동 독산동 가리봉동 신림동 봉천동 |          |
| 제6대        | 박한상(朴漢相) | 민정당             | 1963년 12월 17일 - 1967년 6월 30일 | 영등포구 을: 영등포동1가 영등포동2가 영등포동3가 영등포동4가 영등포동5가 영등포동6가 영등포동7가 영등포동8가 여의도동 당산동1가 당산동2가 당산동3가 당산동4가 당산동5가 당산동6가 양평동1가 양평동2가 양평동3가 양평동4가 양평동5가 양평동6가 문래동1가 문래동2가 문래동3가 문래동4가 문래동5가 문래동6가 도림동 구로동 가양동 마곡동 등촌동 염창동 목동 화곡동 신월동 신정동 내발산동 외발산동 공항동 방화동 개화동 과해동 오곡동 오쇠동 오류동 천왕동 고척동 개봉동 궁동 온수동 항동 신도림동(신도림동 중 구.경인가로 이서(以西)의 지역) |          |
| 제7대        | 유진산(柳珍山) | 신민당             | 1967년 7월 1일 - 1971년 6월 30일   | 영등포구 갑: 신길동 신대방동 신도림동(신도림동 중 구.경인가로 이동(以東)의 지역) 대방동 상도동 노량진동 본동 흑석동 동작동 양재동 원지동 우면동 사당동 방배동 서초동 반포동 잠원동 시흥동 독산동 가리봉동 신림동 봉천동 |          |
| 제7대        | 박한상(朴漢相) | 신민당             | 1967년 7월 1일 - 1971년 6월 30일   | 영등포구 을: 영등포동1가 영등포동2가 영등포동3가 영등포동4가 영등포동5가 영등포동6가 영등포동7가 영등포동8가 여의도동 당산동1가 당산동2가 당산동3가 당산동4가 당산동5가 당산동6가 양평동1가 양평동2가 양평동3가 양평동4가 양평동5가 양평동6가 문래동1가 문래동2가 문래동3가 문래동4가 문래동5가 문래동6가 도림동 구로동 가양동 마곡동 등촌동 염창동 목동 화곡동 신월동 신정동 내발산동 외발산동 공항동 방화동 개화동 과해동 오곡동 오쇠동 오류동 천왕동 고척동 개봉동 궁동 온수동 항동 신도림동(신도림동 중 구.경인가로 이서(以西)의 지역) |          |
| 제8대        | 장덕진(張德鎭) | 민주공화당         | 1971년 7월 1일 - 1972년 10월 17일  | 영등포구 갑: 상도1동 상도2동 상도3동 본동 흑석1동 흑석2동 흑석3동 노량진1동 노량진2동 봉천1동 봉천2동 봉천3동 봉천4동 사당1동 사당2동 잠원동 서초동 양재동 |          |
| 제8대        | 김수한(金守漢) | 신민당             | 1971년 7월 1일 - 1972년 10월 17일  | 영등포구 을: 신길1동 신길2동 신길3동 신길4동 대방1동 대방2동 신대방동 신도림동 신림1동 신림2동 신림3동 |          |
| 제8대        | 박한상(朴漢相) | 신민당             | 1971년 7월 1일 - 1972년 10월 17일  | 영등포구 병: 영등포1동 영등포2동 영등포3동 당산1동 당산2동 도림1동 도림2동 문래1동 문래2동 양평1동 양평2동 가양동 신정동 화곡1동 화곡2동 염창동 발산동 공항동 방화동 과해동 |          |
| 제8대        | 윤길중(尹吉重) | 신민당             | 1971년 7월 1일 - 1972년 10월 17일  | 영등포구 정: 구로1동 구로2동 구로3동 고척동 개봉동 오류동 가리봉동 시흥1동 시흥2동 |          |
| 제9대        | 김수한(金守漢) | 신민당             | 1973년 3월 12일 - 1979년 3월 11일  | 영등포구 갑: 상도1동 상도2동 상도3동 본동 흑석1동 흑석2동 흑석3동 노량진1동 노량진2동 봉천1동 봉천2동 봉천3동 봉천4동 사당1동 사당2동 잠원동 서초동 양재동 신길1동 신길2동 신길3동 신길4동 대방1동 대방2동 신대방동 신도림동 신림1동 신림2동 신림3동 |          |
| 제9대        | 정희섭(鄭熙燮) | 민주공화당         | 1973년 3월 12일 - 1979년 3월 11일  | 영등포구 갑: 상도1동 상도2동 상도3동 본동 흑석1동 흑석2동 흑석3동 노량진1동 노량진2동 봉천1동 봉천2동 봉천3동 봉천4동 사당1동 사당2동 잠원동 서초동 양재동 신길1동 신길2동 신길3동 신길4동 대방1동 대방2동 신대방동 신도림동 신림1동 신림2동 신림3동 |          |
| 제9대        | 박한상(朴漢相) | 신민당             | 1973년 3월 12일 - 1979년 3월 11일  | 영등포구 을: 영등포1동 영등포2동 영등포3동 당산1동 당산2동 도림1동 도림2동 여의도동 문래1동 문래2동 양평1동 양평2동 가양동 신정동 화곡1동 화곡본동 염창동 발산동 공항동 방화동 과해동 구로1동 구로2동 구로3동 고척동 개봉동 오류동 가리봉동 시흥1동 시흥2동 |          |
| 제9대        | 강병규(姜秉奎) | 민주공화당         | 1973년 3월 12일 - 1979년 3월 11일  | 영등포구 을: 영등포1동 영등포2동 영등포3동 당산1동 당산2동 도림1동 도림2동 여의도동 문래1동 문래2동 양평1동 양평2동 가양동 신정동 화곡1동 화곡본동 염창동 발산동 공항동 방화동 과해동 구로1동 구로2동 구로3동 고척동 개봉동 오류동 가리봉동 시흥1동 시흥2동 |          |
| 제10대       | 박한상(朴漢相) | 신민당             | 1979년 3월 12일 - 1980년 10월 27일 | 영등포구 일원(제8선거구) |          |
| 제10대       | 강병규(姜秉奎) | 민주공화당         | 1979년 3월 12일 - 1980년 10월 27일 | 영등포구 일원(제8선거구) |          |
| 제11대       | 이찬혁(李贊赫) | 민주정의당         | 1981년 4월 11일 - 1985년 4월 10일  | 영등포구 일원(제10선거구) |          |
| 제11대       | 이원범(李元範) | 민주한국당         | 1981년 4월 11일 - 1985년 4월 10일  | 영등포구 일원(제10선거구) |          |
| 제12대       | 박한상(朴漢相) | 신한민주당         | 1985년 4월 11일 - 1988년 5월 29일  | 영등포구 일원(제10선거구) |          |
| 제12대       | 이찬혁(李贊赫) | 민주정의당         | 1985년 4월 11일 - 1988년 5월 29일  | 영등포구 일원(제10선거구) |          |
| 제13대       | 장석화(張石和) | 통일민주당         | 1988년 5월 30일 - 1992년 5월 29일  | 영등포구 갑: 영등포1동, 영등포2동, 영등포3동, 당산1동, 당산2동, 도림1동, 도림2동, 문래1동, 문래2동, 양평1동, 양평2동, 신길2동, 신길3동 |          |
| 제13대       | 김명섭(金明燮) | 민주정의당         | 선거 무효                          | 영등포구 을: 여의동, 신길1동, 신길4동, 신길5동, 신길6동, 신길7동, 대림1동, 대림2동, 대림3동 |          |
| 제13대       | 나웅배(羅雄培) | 민주정의당         | 1989년 8월 20일 - 1992년 5월 29일  | 영등포구 을: 여의동, 신길1동, 신길4동, 신길5동, 신길6동, 신길7동, 대림1동, 대림2동, 대림3동 |          |
| 제14대       | 장석화(張石和) | 민주당             | 1992년 5월 30일 - 1996년 5월 29일  | 영등포구 갑: 영등포1동, 영등포2동, 영등포3동, 당산1동, 당산2동, 도림1동, 도림2동, 문래1동, 문래2동, 양평1동, 양평2동, 신길2동, 신길3동 |          |
| 제14대       | 나웅배(羅雄培) | 민주자유당         | 1992년 5월 30일 - 1996년 5월 29일  | 영등포구 을: 여의동, 신길1동, 신길4동, 신길5동, 신길6동, 신길7동, 대림1동, 대림2동, 대림3동 |          |
| 제15대       | 김명섭(金明燮) | 신한국당           | 1996년 5월 30일 - 2000년 5월 29일  | 영등포구 갑: 영등포1동, 영등포2동, 영등포3동, 당산1동, 당산2동, 도림1동, 도림2동, 문래1동, 문래2동, 양평1동, 양평2동, 신길2동, 신길3동 |          |
| 제15대       | 김민석(金民錫) | 새정치국민회의     | 1996년 5월 30일 - 2000년 5월 29일  | 영등포구 을: 여의동, 신길1동, 신길4동, 신길5동, 신길6동, 신길7동, 대림1동, 대림2동, 대림3동 |          |
| 제16대       | 김명섭(金明燮) | 새천년민주당       | 2000년 5월 30일 - 2004년 5월 29일  | 영등포구 갑: 영등포1동, 영등포2동, 영등포3동, 당산1동, 당산2동, 도림1동, 도림2동, 문래1동, 문래2동, 양평1동, 양평2동, 신길2동, 신길3동 |          |
| 제16대       | 김민석(金民錫) | 새천년민주당       | 2000년 5월 30일 - 2002년 5월 25일  | 영등포구 을: 여의동, 신길1동, 신길4동, 신길5동, 신길6동, 신길7동, 대림1동, 대림2동, 대림3동 |          |
| 제16대       | 권영세(權寧世) | 한나라당           | 2002년 8월 9일 - 2004년 5월 29일   | 영등포구 을: 여의동, 신길1동, 신길4동, 신길5동, 신길6동, 신길7동, 대림1동, 대림2동, 대림3동 |          |
| 제17대       | 고진화(高鎭和) | 한나라당           | 2004년 5월 30일 - 2008년 5월 29일  | 영등포구 갑: 영등포1동, 영등포2동, 영등포3동, 당산1동, 당산2동, 도림1동, 도림2동, 문래1동, 문래2동, 양평1동, 양평2동, 신길2동, 신길3동 |          |
| 제17대       | 권영세(權寧世) | 한나라당           | 2004년 5월 30일 - 2008년 5월 29일  | 영등포구 을: 여의동, 신길1동, 신길4동, 신길5동, 신길6동, 신길7동, 대림1동, 대림2동, 대림3동 |          |
| 제18대       | 전여옥(田麗玉) | 한나라당           | 2008년 5월 30일 - 2012년 5월 29일  | 영등포구 갑: 영등포1동, 영등포2동, 영등포3동, 당산1동, 당산2동, 도림1동, 도림2동, 문래1동, 문래2동, 양평1동, 양평2동, 신길2동, 신길3동 |          |
| 제18대       | 권영세(權寧世) | 한나라당           | 2008년 5월 30일 - 2012년 5월 29일  | 영등포구 을: 여의동, 신길1동, 신길4동, 신길5동, 신길6동, 신길7동, 대림1동, 대림2동, 대림3동 |          |
| 제19대       | 김영주(金榮珠) | 민주통합당         | 2012년 5월 30일 - 2016년 5월 29일  | 영등포구 갑: 영등포본동, 영등포동, 당산1동, 당산2동, 도림동, 문래동, 양평1동, 양평2동, 신길3동 |          |
| 제19대       | 신경민(辛京珉) | 민주통합당         | 2012년 5월 30일 - 2016년 5월 29일  | 영등포구 을: 여의동, 신길1동, 신길4동, 신길5동, 신길6동, 신길7동, 대림1동, 대림2동, 대림3동 |          |
| 제20대       | 김영주(金榮珠) | 더불어민주당       | 2016년 5월 30일 - 2020년 5월 29일  | 영등포구 갑: 영등포본동, 영등포동, 당산1동, 당산2동, 도림동, 문래동, 양평1동, 양평2동, 신길3동 |          |
| 제20대       | 신경민(辛京珉) | 더불어민주당       | 2016년 5월 30일 - 2020년 5월 29일  | 영등포구 을: 여의동, 신길1동, 신길4동, 신길5동, 신길6동, 신길7동, 대림1동, 대림2동, 대림3동 |          |
| 제21대       | 김영주(金榮珠) | 더불어민주당       | 2020년 5월 30일 - 2024년 5월 29일  | 영등포구 갑: 영등포본동, 영등포동, 당산1동, 당산2동, 도림동, 문래동, 양평1동, 양평2동, 신길3동 |          |
| 제21대       | 김민석(金民錫) | 더불어민주당       | 2020년 5월 30일 - 2024년 5월 29일  | 영등포구 을: 여의동, 신길1동, 신길4동, 신길5동, 신길6동, 신길7동, 대림1동, 대림2동, 대림3동 |          |
| 제22대       | 채현일(蔡鉉一) | 더불어민주당       | 2024년 5월 30일 -                  | 영등포구 갑: 영등포본동, 영등포동, 당산1동, 당산2동, 도림동, 문래동, 양평1동, 양평2동, 신길3동 |          |
| 제22대       | 김민석(金民錫) | 더불어민주당       | 2024년 5월 30일 -                  | 영등포구 을: 여의동, 신길1동, 신길4동, 신길5동, 신길6동, 신길7동, 대림1동, 대림2동, 대림3동 |          |

## 같이 보기
- 영등포구
- 영등포구 갑
- 영등포구 을
- 시흥시의 국회의원
- 김포시의 국회의원
- 부천시의 국회의원
- 서울 관악구의 국회의원
- 서울 강남구의 국회의원
- 서울 강서구의 국회의원
- 서울 구로구의 국회의원
- 서울 금천구의 국회의원
- 서울 용산구의 국회의원
- 서울 마포구의 국회의원
- 서울 동작구의 국회의원